# Loon (Bohol)
Loon es un municipio filipino de segunda clase, perteneciente a la provincia de Bohol, en las Bisayas Centrales.

## Historia
Hacia mediados del siglo XIX, el lugar, por entonces perteneciente a la provincia de Cebú, tenía contabilizada una población de 10 765 habitantes, repartidos en 1897 casas. Aparece descrito en el segundo volumen del Diccionario geográfico, estadístico, histórico de las Islas Filipinas (1851) de Manuel Buzeta Núñez y Felipe Bravo con las siguientes palabras:

LOON: pueblo con cura y gobernadorcillo, en la isla de Bohol, adscrita á la prov. y dióc. de Cebú; sit. sobre la costa occidental de dicha isla, en una altura ó cerro donde le combaten todos los vientos; su clima es bastante cálido. Administran este pueblo los PP. Recoletos; tiene con su anejo Catarbacan unas 1,897 casas con la parroquial y de comunidad, que son las mejores; en esta última se halla la cárcel. Hay tambien una escuela de primeras letras, cuyo maestro tiene una asignacion pagada de los fondos de comunidad. La igl. es de mediana fábrica, se fundó bajo la advocacion de Nuestra Señora del Cerro, y se halla servida por un cura de la mencionada órden. El term. confina con los de Malabuyoc y Calapa, siendo el terreno fértil, con estensas llanuras. prod. arroz, tabaco, algodon y otras varias. ind.: la agrícola, la caza, la pesca y la fabricacion de algunas telas. El carácter de estos naturales no desmiente el de sus antepasados de la isla, son muy indómitos, y algunos suelen fugarse con los remontados, que son aquellos indios que se internan en la isla, habitando los montes y espesuras de los bosques. pobl. 10,765 alm., y en 1845 pagaba 2,088 trib., que ascienden á 20,880 rs. plata, equivalentes á 52,200 rs. vn.
(Buzeta y Bravo, 1851, pp. 167-168)

En 2020, tenía censados 44 224 habitantes.